# تابستان دوست‌داشتنی ما
تابستان دوست‌داشتنی ما (کره‌ای: 그 해 우리는; لاتین‌نویسی اصلاح‌شده: Geu Hae Urineun) مجموعه تلویزیونی محصول کره جنوبی سال ۲۰۲۱ در ژانر کمدی رمانتیک است. این مجموعه به کارگردانی لی نا اون و با بازی چوی وو شیک، کیم دا می، کیم سونگ چول و رو جونگ یی است. این مجموعه از ۶ دسامبر ۲۰۲۱ تا ۲۵ ژانویه ۲۰۲۲، روزهای دوشنبه و سه‌شنبه ساعت ۲۲:۰۰ (کی‌اس‌تی) از اس‌بی‌اس پخش شد. تابستان دوست‌داشتنی ما همچنین برای استریم در نتفلیکس قابل دسترسی است.

## بازیگران

### اصلی
- چوی وو شیک در نقش چوی اونگ، ۲۹ ساله
  - سونگ ها هیون در نقش جوانی چوی اونگ[۳]
- کیم دا می در نقش کوک یون سو، ۲۹ ساله[۴]
- کیم سونگ چول در نقش کیم جی اونگ، ۲۹ ساله
  - کیم جی هون در نقش جوانی کیم جی اونگ
- رو جونگ یی در نقش ان‌جی، ۲۵ ساله[۵]

## انتشار
تابستان دوست‌داشتنی ما از ۶ دسامبر ۲۰۲۱ تا ۲۵ ژانویه ۲۰۲۲، روزهای دوشنبه و سه‌شنبه ساعت ۲۲:۰۰ (کی‌اس‌تی) از اس‌بی‌اس روی آنتن رفت. همچنین برای استریم در نتفلیکس در دسترس است.